# Francis P. Fleming

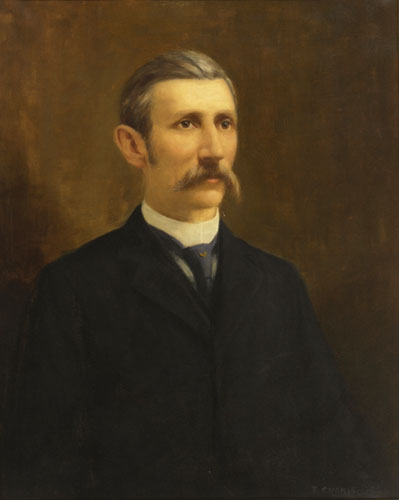
Francis P. Fleming.

Francis Philip Fleming, född 28 september 1841 i Duval County, Floridaterritoriet, död 20 december 1908 i Jacksonville, Florida, var en amerikansk politiker (demokrat). Han var guvernör i delstaten Florida 1889-1893. Han förespråkade rassegregeringen och motsatte sig de svartas medborgerliga rättigheter.
Fleming deltog i amerikanska inbördeskriget i Amerikas konfedererade staters armé och avancerade till kapten. Han sårades i kriget. Han studerade sedan juridik och inledde 1868 sin karriär som advokat. Han gifte sig 1871 med Floride Lydia Pearson, dotter till domaren Bird M. Pearson. Paret fick tre barn.
Fleming efterträdde 1889 Edward A. Perry som guvernör i Florida. Han främjade rassegregeringen med sin politik. Han avsatte delstatens enda svarta domare, James Dean, för att ha fungerat som äktenskapsförrättare för ett par som bestod av en vit man och en svart kvinna. Lagar som ytterligare inskränkte rösträtten trädde i kraft under Flemings tid som guvernör.
Flemings grav finns på Old Jacksonville City Cemetery i Jacksonville.